# Linna (Helme)
Linna – wieś w Estonii, prowincji Valga, w gminie Helme.